# Namnlöstjärnen (Degerfors socken, Västerbotten)
Namnlöstjärnen är en sjö i Vindelns kommun i Västerbotten och ingår i Sävaråns huvudavrinningsområde. Sjöns area är 0,037 kvadratkilometer och den befinner sig 260 meter över havet.